# 関ケ原町歴史民俗学習館
関ケ原町歴史民俗学習館（せきがはらちょうれきしみんぞくがくしゅうかん）は、岐阜県不破郡関ケ原町にある博物館である。
岐阜関ケ原古戦場記念館の北に隣接し、渡り廊下で結ばれている。

## 概要
1982年（昭和57年）に関ケ原町歴史民俗資料館として開館。2019年（令和元年）12月1日より改修のため休館。2020年（令和2年）7月17日に岐阜関ケ原古戦場記念館の開館に合わせて開館の予定であったが、新型コロナウイルスの感染拡大のため開館を延期、同年10月21日に関ケ原町歴史民俗学習館に改称し開館となった。
当初は関ケ原町の歴史、民俗に関する博物館であったが、関ヶ原の戦いに関する資料（関ヶ原合戦図屏風、武具、出土品、書簡など）は岐阜関ケ原古戦場記念館に移された。関ケ原町歴史民俗学習館に改称後は、戦国時代・関ヶ原の戦いを除いた関ケ原町の郷土の歴史及び民俗に関する資料の保管展示の施設となっている。教育、体験的を重視した施設であり、関ケ原の歴史を学び、語ることができる施設である。
関ケ原町の条例では不破関資料館と同じく、関ケ原町歴史民俗展示施設の一つである。

## ギャラリー
- 2階の展示室
- 左側の建物が関ケ原町歴史民俗学習館
- 関ケ原町歴史民俗資料館時代の建物（2014年時点）

## 施設概要
1階
- 多目的室
  - 関ケ原アーカイブ（関ヶ原の戦いに関する書籍）があり、閲覧が可能

2階
- 体験展示室　「人々とくらしと道具」
- 地域展示室　「東西の交差点　関ケ原」
  - 先史（縄文時代）、古代（飛鳥時代・奈良時代）・中世（平安時代〜室町時代）・近世江戸時代）・近代（明治時代〜戦時中）・現代（戦後）

## 利用案内
- 所在地：岐阜県不破郡関ケ原町大字関ケ原894-28
- 開館時間：9:30 - 17:00
- 休館日：月曜日（その日が祝日の場合、その翌日）、年末年始（12月29日 - 1月3日）
- 入館料：無料

## 交通アクセス

### 公共交通機関
- JR東海道本線 関ケ原駅下車、徒歩で約10分。
- 関ケ原町ふれあいバス「関ケ原町役場」バス停より徒歩で約2分。

### 自動車
- 名神高速道路 関ケ原ICから車で約5分。
- 国道21号（関ヶ原バイパス）「陣場野」交差点から県道236号を南下。

## 周辺施設
- 関ケ原町役場
- 関ケ原ふれあいセンター
- 岐阜関ケ原古戦場記念館
- 陣場野公園（関ヶ原の戦い徳川家康最後陣地跡）
- 関ケ原戦国甲冑館
- 関ケ原駅
- 関ケ原駅前観光交流館